# Варяш
Варя́ш (рос. Варяш, башк. Вәрәш) — присілок у складі Янаульського району Башкортостану, Росія. Входить до складу Новоартаульської сільської ради.
Населення — 170 осіб (2010; 169 у 2002).
Національний склад:
- башкири — 70 %